# Just Dance 4
Just Dance 4 è un videogioco musicale sviluppato per Wii, PlayStation 3, Xbox 360 e per Wii U. Just Dance 4 è stato presentato all'E3 2012 ed è stato pubblicato nello stesso anno. Ha un sequel chiamato Just Dance 2014.

## Modalità di gioco
Le modalità di gioco rimangono simili ai precedenti giochi di Just Dance. I giocatori vengono giudicati sulla loro capacità di imitare sullo schermo i ballerini che eseguono un ballo per un brano scelto. Le nuove funzionalità di Just Dance 4 includeranno una nuova modalità battaglia, novità per la modalità di gioco "Just Sweat", bonus sbloccabili ballando le canzoni e una modalità "Burattinaio" esclusiva per la versione Wii U, che permetterà al giocatore di usare il controller del Wii U per diventare come un "regista" che manipolerà i passi di ballo di una canzone.

## Mojo
Come in Just Dance 3, anche in Just Dance 4 c'è il Mojo. Tra i premi si aggiunge: La modalità VS (ad esempio Love You like a Love Song VS Super Bass). I punti al Mojo vengono aggiunti anche grazie al superamento di alcuni Dance Quest. A differenza di Just Dance 3, i premi del Mojo, possono essere scelti. In alcune canzoni c'è il "Mojo X2". Le stelle accumulate durante una canzone, vengono raddoppiate.

## Dance Quest
I Dance Quest sono dei requisiti che variano da canzone a canzone per accumulare più punti nel Mojo (ad es. Esegui tutte le Gold Move).

## Creazione dell'avatar di gioco
A differenza di Just Dance 3, non solo si crea il nome, ma si mette un'immagine avatar, si sceglie il sesso e si sceglie l'età.

## Canzoni
Il gioco contiene 47 canzoni, 3 delle quali sono esclusive per la versione Wii U ed una esclusiva per Xbox 360, Ps3 e Wii U (per il Wii solo la versione Edizione speciale).
| Titolo                                       | Artisti                                           | Difficoltà | Anno | Modalità  | Ballerino/i |
| -------------------------------------------- | ------------------------------------------------- | ---------- | ---- | --------- | ----------- |
| Ain't No Other Man (*)(EW)                   | The Girly Team (Christina Aguilera)               | 2          | 2006 | Solo      | ♀           |
| Asereje (The Ketchup Song)                   | Las Ketchup                                       | 1          | 2002 | Duetto    | ♀/♀         |
| Beauty and a Beat                            | Justin Bieber ft. Nicki Minaj                     | 3          | 2012 | Solo      | ♂           |
| Call Me Maybe                                | Carly Rae Jepsen                                  | 1          | 2012 | Solo      | ♀           |
| Can't Take My Eyes Off You                   | Boys Town Gang                                    | 1          | 1982 | Duetto    | ♀/♀         |
| Cercavo amore (P)                            | Emma                                              | 3          | 2012 | Solo      | ♀           |
| Crazy Little Thing                           | Anja                                              | 3          | 2012 | Solo      | ♀           |
| Crucified                                    | Army of Lovers                                    | 3          | 1991 | Quartetto | ♀/♂/♀/♂     |
| Diggin' in the Dirt (P)                      | Stefanie Heinzmann                                | 2          | 2012 | Solo      | ♀           |
| Disturbia                                    | Rihanna                                           | 3          | 2008 | Solo      | ♀           |
| Domino (EW)                                  | Jessie J                                          | 2          | 2011 | Solo      | ♀           |
| Everybody Needs Somebody to Love (*)         | Dancing Bros. (Blues Brothers)                    | 2          | 1993 | Duetto    | ♂/♂         |
| Good Feeling                                 | Flo Rida                                          | 2          | 2011 | Solo      | ♂           |
| Hit 'Em Up Style (Oops!)                     | Blu Cantrell                                      | 1          | 2001 | Solo      | ♀           |
| Hot For Me                                   | A.K.A                                             | 2          | 2012 | Solo      | ♀           |
| (I've Had) The Time of My Life               | Bill Medley & Jennifer Warnes                     | 3          | 1987 | Duetto    | ♀/♂         |
| I Like It                                    | The Blackout All-Stars                            | 3          | 1994 | Duetto    | ♀/♂         |
| Istanbul                                     | They Might Be Giants                              | 1          | 1990 | Quartetto | ♂/♀/♂/♂     |
| Jailhouse Rock                               | Elvis Presley                                     | 1          | 1957 | Quartetto | ♂/♀/♂/♀     |
| Livin' la vida loca                          | Ricky Martin                                      | 3          | 1999 | Solo      | ♂           |
| Love You like a Love Song                    | Selena Gomez & The Scene                          | 1          | 2011 | Solo      | ♀           |
| Make the Party (Don't Stop) (DP)             | Bunny Beatz                                       | 2          | 2012 | Solo      | ♂           |
| Maneater                                     | Nelly Furtado                                     | 2          | 2006 | Solo      | ♀           |
| Mas que nada                                 | Sérgio Mendes & The Black Eyed Peas               | 1          | 2006 | Solo      | ♀           |
| Moves like Jagger                            | Maroon 5 ft. Christina Aguilera                   | 2          | 2011 | Solo      | ♂           |
| Mr. Saxobeat                                 | Alexandra Stan                                    | 1          | 2010 | Solo      | ♀           |
| Mundian To Bach Ke                           | Punjabi MC                                        | 2          | 2002 | Quartetto | ♀/♀/♀/♀     |
| Never Gonna Give You Up                      | Rick Astley                                       | 1          | 1987 | Solo      | ♂           |
| Oh No!                                       | Marina & the Diamonds                             | 3          | 2010 | Solo      | ♀           |
| On the Floor                                 | Jennifer Lopez ft. Pitbull                        | 1          | 2011 | Solo      | ♀           |
| Oops!... I Did It Again (*)                  | The Girly Team (Britney Spears)                   | 2          | 2000 | Quartetto | ♀/♀/♀/♀     |
| Rock N' Roll (Will Take You To The Mountain) | Skrillex                                          | 2          | 2010 | Solo      | ♂           |
| Rock Lobster                                 | The B-52's                                        | 2          | 1979 | Duetto    | ♀/♂         |
| Run the Show                                 | Kat DeLuna ft. Busta Rhymes                       | 3          | 2008 | Duetto    | ♀/♀         |
| So What                                      | Pink                                              | 1          | 2008 | Solo      | ♀           |
| Some Catchin' Up to Do                       | Sammy                                             | 1          | 2012 | Solo      | ♀           |
| Super Bass                                   | Nicki Minaj                                       | 3          | 2011 | Solo      | ♀           |
| Superstition                                 | Stevie Wonder                                     | 1          | 1972 | Solo      | ♂           |
| The Final Countdown                          | Europe                                            | 3          | 1986 | Duetto    | ♂/♂         |
| Time Warp (*)                                | Halloween Thrills (The Rocky Horror Picture Show) | 3          | 1975 | Quartetto | ♂/♀/♀/♂     |
| Tribal Dance                                 | 2 Unlimited                                       | 3          | 1993 | Duetto    | ♂/♀         |
| Umbrella (E)                                 | Rihanna ft. Jay-Z                                 | 1          | 2007 | Solo      | ♀           |
| Want U Back (DW)                             | Cher Lloyd ft. Astro                              | 1          | 2012 | Solo      | ♀           |
| We No Speak Americano (*)                    | Hit The Electro Beat (Yolanda Be Cool & DCUP)     | 2          | 2010 | Solo      | ♂           |
| What Makes You Beautiful                     | One Direction                                     | 1          | 2011 | Quartetto | ♂/♂/♂/♂     |
| Wild Wild West                               | Will Smith                                        | 3          | 1999 | Quartetto | ♀/♂/♀/♂     |
| You're the First, the Last, My Everything    | Barry White                                       | 1          | 1974 | Quartetto | ♂/♂/♂/♂     |

- Il segno "(EW)" indica che la canzone è un'esclusiva Wii U.
- Il segno "(DW)" indica che la canzone è un'esclusiva per Wii U ma un DLC per tutte le altre console.
- Il segno  "(E)" indica che la canzone è disponibile su tutte le console nella versione NTSC, ma nella versione PAL non è disponibile sulla Wii (a meno che non si abbia l'Edizione Speciale).
- Il segno "(DP)" indica che la canzone è un'esclusiva della versione PAL e nella versione NTSC è disponibile solo sul Wii, ma scaricabile su tutte le altre console.
- Il segno "(P)" indica che la canzone è un'esclusiva per la versione PAL.

### Coreografie alternative
Nel gioco, alcune canzoni avranno coreografie alternative che potranno essere più o meno difficili dell'originale, possono essere sbloccate man mano che si gioca.
| Titolo                                                                                  | Artisti                            | Difficoltà | Anno | Modalità               | Ballerino/i |
| --------------------------------------------------------------------------------------- | ---------------------------------- | ---------- | ---- | ---------------------- | ----------- |
| Call Me Maybe                                                                           | Carly Rae Jepsen                   | 3          | 2012 | Solo (Alternativa)     | ♀           |
| Can't Take My Eyes Off You                                                              | Boys Town Gang                     | 3          | 1982 | Solo (Alternativa)     | ♂           |
| Everybody Needs Somebody to Love (*)(sbloccabile solo sulla Wii, Wii U e PlayStation 3) | Dancing Bros. (The Blues Brothers) | 1          | 1993 | Tienimi per mano       | ♀/♂/♀/♂/♀   |
| Good Feeling                                                                            | Flo Rida                           | 4          | 2011 | Solo (Intensiva)       | ♂           |
| Jailhouse Rock (sbloccabile solo sulla Wii U e Xbox 360)                                | Elvis Presley                      | 3          | 1957 | Solo (Line Dance)      | ♀/♂/♀       |
| Tribal Dance                                                                            | 2 Unlimited                        | 1          | 1993 | Solo (Con una Katana)  | ♂           |
| Run the Show                                                                            | Kat DeLuna ft. Busta Rhymes        | 4          | 2008 | Solo (Intensiva)       | ♀           |
| Umbrella                                                                                | Rihanna ft. Jay-Z                  | 2          | 2007 | Solo (Con un Ombrello) | ♀           |
| What Makes You Beautiful                                                                | One Direction                      | 4          | 2010 | Solo (Intensiva)       | ♀           |
| Wild Wild West                                                                          | Will Smith                         | 4          | 1999 | Solo (Intensiva)       | ♂           |

### Contenuti scaricabili
Nel gioco, è presente un negozio dove sono presenti delle canzoni a pagamento, le canzoni possono essere dei remake di altri just dance oppure delle canzoni nuove, tutte le canzoni costano 300 Wii Points (Per la Wii) e 2.99€ per le altre console.
| Titolo                           | Artisti                                   | Difficoltà | Anno | Modalità | Ballerino/i |
| -------------------------------- | ----------------------------------------- | ---------- | ---- | -------- | ----------- |
| Part of Me                       | Katy Perry                                | 4          | 2012 | Solo     | ♀           |
| You Make Me Feel (WC)            | Cobra Starship Ft. Sabi                   | 2          | 2011 | Solo     | ♀           |
| Gangnam Style                    | Psy                                       | 3          | 2012 | Duetto   | ♂/♀         |
| Funhouse                         | P!nk                                      | 3          | 2009 | Solo     | ♀           |
| Make the Party (Don’t Stop) (NW) | Bunny Beatz                               | 2          | 2012 | Solo     | ♂           |
| Dagomba (JD2)                    | Sorcerer                                  | 2          | 2003 | Solo     | ♂           |
| One Thing                        | One Direction                             | 1          | 2011 | Duetto   | ♀/♂         |
| Heavy Cross                      | Gossip                                    | 2          | 2009 | Solo     | ♀           |
| So Glamorous (*)                 | The Girly Team (Harlin James & Clav)      | 2          | 2012 | Solo     | ♀           |
| Hit The Lights                   | Selena Gomez And The Scene                | 2          | 2012 | Solo     | ♀           |
| Want U Back (WXP)                | Cher Lloyd Ft. Astro                      | 1          | 2012 | Solo     | ♀           |
| Good Girl (P)                    | Carrie Underwood                          | 1          | 2012 | Solo     | ♀           |
| Oath                             | Cher Lloyd Ft. Becky G                    | 2          | 2012 | Duetto   | ♀/♀         |
| We R Who We R                    | Ke$ha                                     | 2          | 2010 | Solo     | ♀           |
| Boom (JD3)                       | Reggaeton Storm (Mc Mágico & Alex Wilson) | 2          | 2005 | Solo     | ♀           |
| Professor Pumplestickle (JD2DLC) | Nick Phoenix & Thomas J. Bergersen        | 3          | 2006 | Duetto   | ♂/♂         |
| The Lazy Song                    | Bruno Mars                                | 1          | 2010 | Solo     | ♂           |
| Gold Dust                        | DJ Fresh                                  | 2          | 2012 | Solo     | ♂           |
| Die Young                        | Ke$ha                                     | 3          | 2012 | Duetto   | ♀/♀         |
| Primadonna                       | Marina and the Diamonds                   | 2          | 2012 | Solo     | ♀           |
| Baby Girl (JD2)                  | Reggaeton                                 | 2          | 2003 | Solo     | ♂           |

- Il Segno "(WC)" Indica che la canzone è dispinibile nel negozio senza uso di un codice.
- Il Segno "(NW)" Indica che la canzone è disponibile solo per la wii americana.
- Il Segno "(JD2)" Indica che la canzone è presente in "Just Dance 2".
- Il Segno "(WXP)" Indica che la canzone è disponibile solo per Wii, Xbox 360 e PS3.
- Il Segno "(P)" Indica che la canzone è disponibile solo per le console europee.
- Il Segno "(JD3)" Indica che la canzone è presente in "Just Dance 3".
- Il Segno "(JD2DLC)" Indica che la canzone è un contenuto scaricabile di "Just Dance 2".
- Il Segno "(JD2014)" Indica che la canzone è presente in "Just Dance 2014".

## Battle mode
Questo capitolo ha la modalità Battle Mode che vi permetterà di sfidarvi con una coereografia tutta nuova. In questa modalità, i giocatori competono uno contro l'altro nella routine appositamente realizzati, in cui una canzone va contro l'altro. I giocatori possono giocare contro l'IA o giocatori umani per cinque turni. Se un giocatore vince un round, avranno la loro riproduzione del brano nel prossimo turno. Chi vince il maggior numero di round vince la battaglia.
Sono presenti cinque battle mode.
| Titolo                                                               | Artista                                           | Difficoltà | Ballerino/i |
| -------------------------------------------------------------------- | ------------------------------------------------- | ---------- | ----------- |
| Rock n' Roll (Will Take You to the Mountain) VS. Livin' la Vida Loca | Skrillex VS Ricky Martin                          | 1          | ♂ VS ♂      |
| Beauty and a Beat VS. Call Me Maybe                                  | Justin Bieber ft. Nicki Minaj VS Carly Rae Jepsen | 1          | ♂ VS ♀      |
| Tribal Dance VS. Rock Lobster                                        | 2 Unlimited VS The B-52's                         | 2          | ♀ VS ♂      |
| Moves like Jagger VS. Never Gonna Give You Up                        | Maroon 5 ft. Christina Aguilera VS Rick Astley    | 2          | ♂ VS ♂      |
| Super Bass VS. Love You like a Love Song                             | Nicki Minaj VS Selena Gomaz & The Scene           | 3          | ♀ VS ♀      |

## Canzoni rimosse
In questo gioco sono presenti tre canzoni che sono state rimosse dal contenuto.
- Il Segno "(DLC)" Indica che la canzone doveva essere un contenuto scaricabile di "Just Dance 4"
- Il Segno "(BNS)" Indica che la canzone è stata sostituita con "Brand New Start"
- Il Segno "(2014DLC)" Indica che la canzone è stata inserita in Just Dance 2014 Acquistandola dal Negozio

| Titolo                       | Artisti | Difficoltà | Anno | Modalità | Ballerino |
| ---------------------------- | ------- | ---------- | ---- | -------- | --------- |
| So Good (DLC)                | B.o.B   | 2 (JDNOW)  | 2012 | Solo     | ♂         |
| Let Me Feel Ya (BNS)         | Anja    | 2          | 2012 | Solo     | ♀         |
| Sexy And I Know It (2014DLC) | LMFAO   | 2          | 2011 | Solo     | ♂         |